# Berberis triacanthophora
Berberis triacanthophora är en berberisväxtart som beskrevs av Friedrich Karl Georg Fedde. Berberis triacanthophora ingår i släktet berberisar, och familjen berberisväxter. Inga underarter finns listade i Catalogue of Life.